# Palazzo Cellammare
Le Palazzo Cellamare ou Cellammare est un palais monumental situé via Chiaia dans le Quartier de San Ferdinando de Naples, en Italie. L'entrée se trouve à proximité de l'église Santa Caterina a Chiaia, ert le palais jouxte la boutique Lotto Zero.

## Histoire
Le palais a été érigé au XVIe siècle par Giovanni Francesco Carafa, Prince de Stigliano et membre de la Maison de Carafa. Giovanni Francesco, fils de Pier Luigi Carafa a ensuite commandité à Ferdinando Manlio de moderniser le palais au goût de son époque.
Au cours de la révolte Masaniello en 1647, le palais fut pillé et en 1689, il est devenu la propriété de l'état.
Au XVIIIe siècle, il a été acquis par le Prince de Cellamare, Antonio del Giudice, qui a embauché Ferdinando Fuga pour réaliser la chapelle entre 1726 et 1727. Il devint plus tard la résidence du Prince de Montena et Francavilla, espagnol et ami de Casanova, et fervent collectionneur de statues. Le palais a été brièvement connu sous le nom de Palais de Francavilla. Les reconstructions ultérieures ont été confiées à l'architecte Francesco Antonio Picchiatti.
Le palais contient des fresques au plafond par Giacomo del Po, Pietro Bardellino, Giacinto Diano, et Fedele Fischetti.

Il reste peu de chose des vastes jardins d'autrefois.

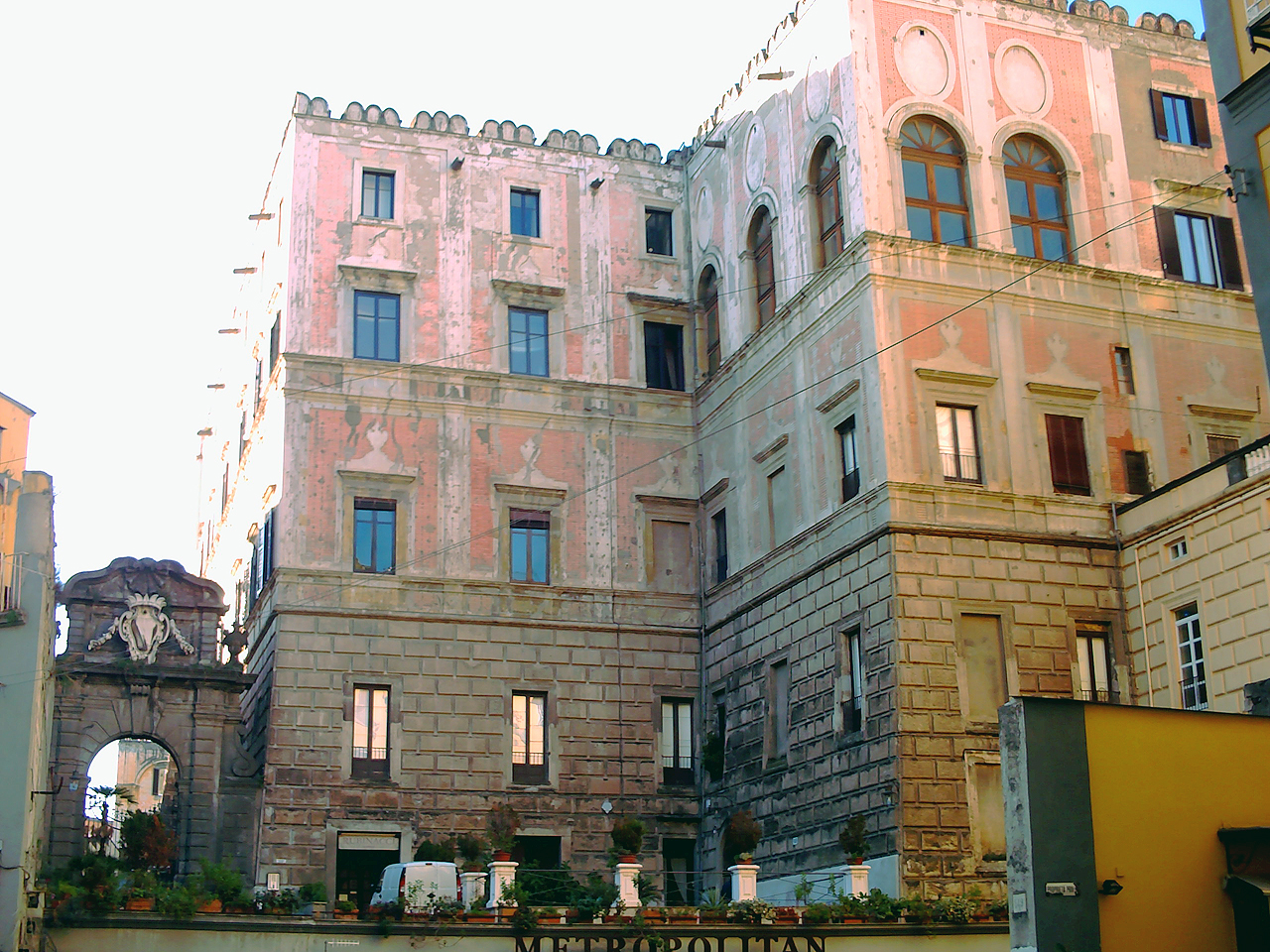
Façade principale
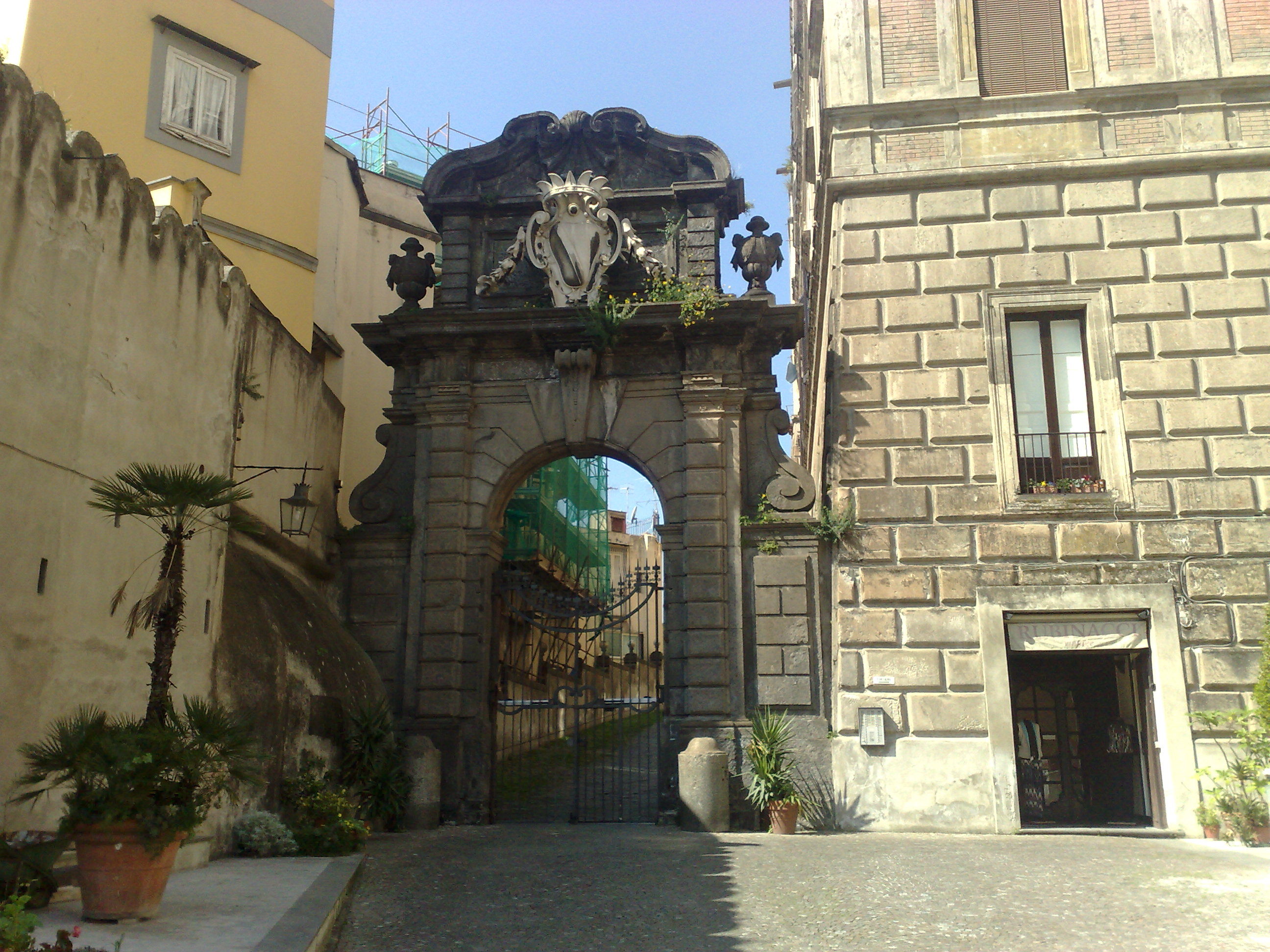
Le porche d'entrée, par Ferdinando Fuga
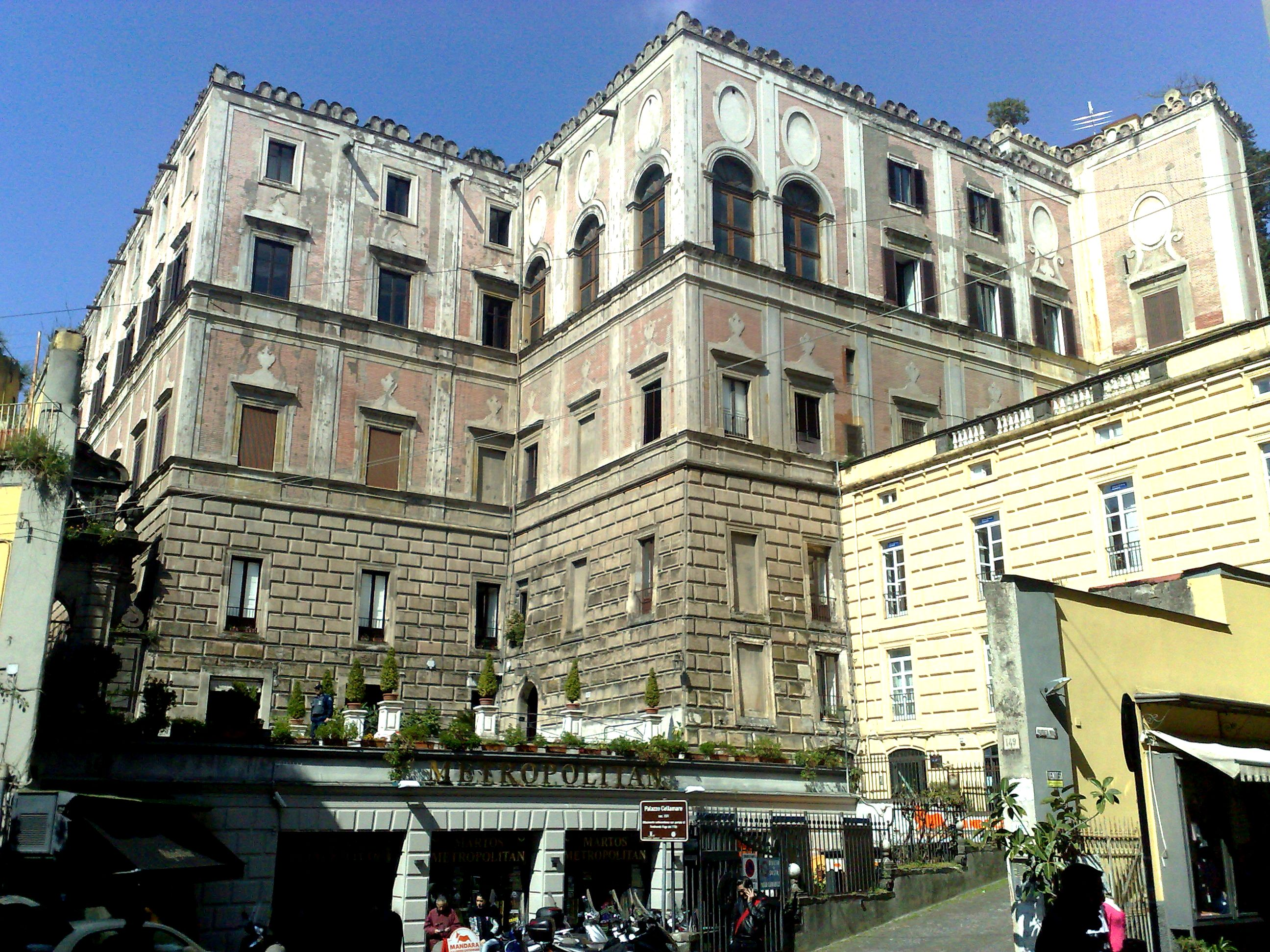
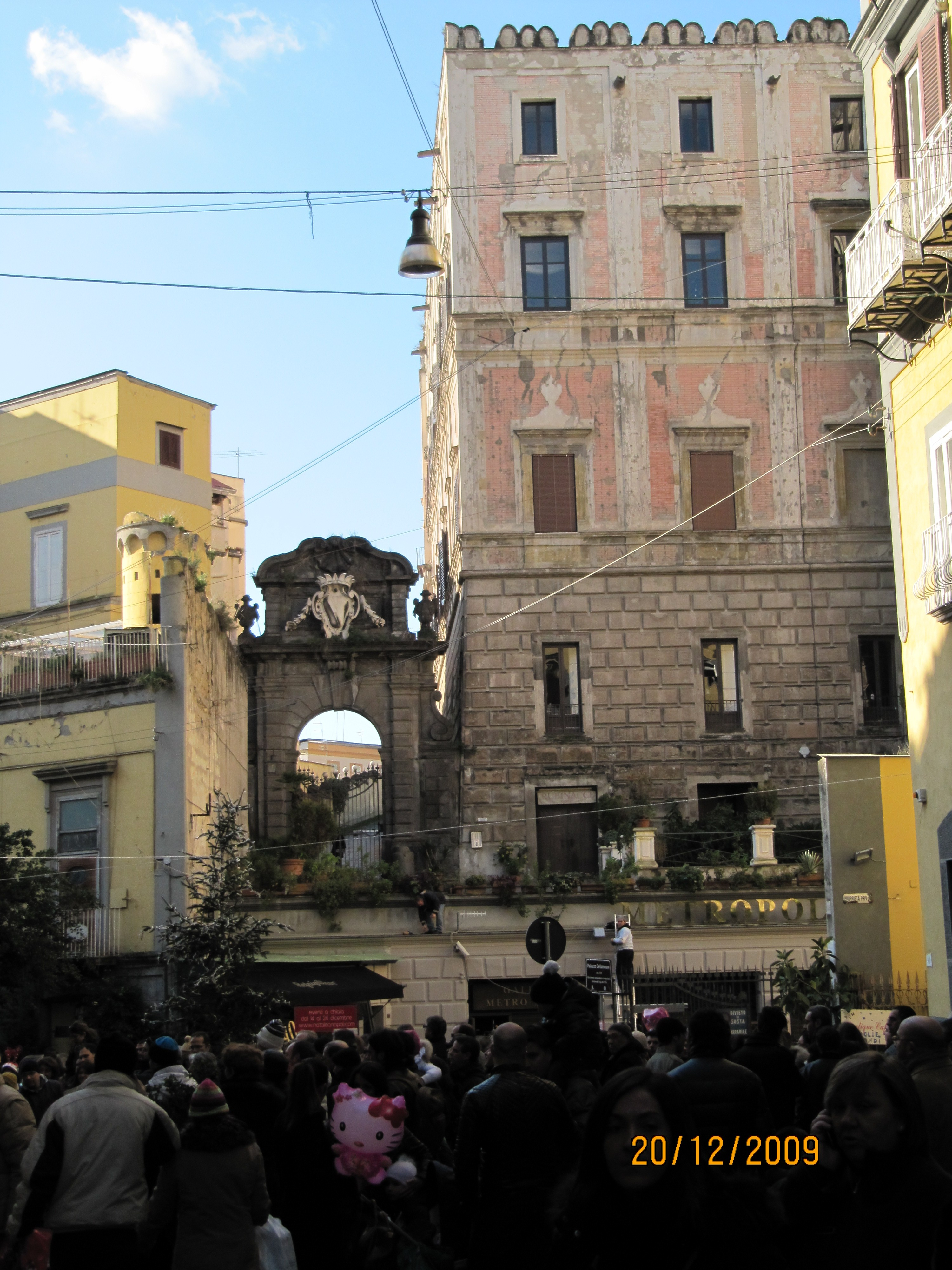